# Komosa ostroklapowa
Komosa ostroklapowa (Chenopodium acerifolium Andrz.) – gatunek rośliny z rodziny szarłatowatych. Występuje w Europie i Azji, od Polski na zachodzie po Jakucję na wschodzie.
W Polsce rośnie nad środkową i dolną Wisłą.

## Morfologia
PokrójLatem czerwieniejąca, później żółknąca roślina do 150 cm wysokości.
LiścieLiście typowe (wyrastające ze środkowej części łodygi) klapowane, z ostro wyciągniętymi klapami bocznymi. Klapa środkowa trójkątna, ostra, wąska, zaostrzona, z niewielką liczbą nieregularnych, ostrych ząbków.
KwiatyPięciokrotne, promieniste, zebrane w kłębiki.
OwocJednonasienna niełupka. Nasiona o średnicy 1-1,3 mm, z płytkimi, niewyraźnymi, nieregularnymi, bliznowatymi, różniącymi się od siebie dołkami o spłaszczonych brzegach.

## Biologia i ekologia
Roślina jednoroczna. Rośnie na aluwiach. Kwitnie od sierpnia do października.

## Zagrożenia i ochrona
Roślina umieszczona na polskiej czerwonej liście w kategorii DD (stopień zagrożenia nie może być określony).